# Rietputten
Rietputten is een natuurgebied tussen Maassluis en Vlaardingen in de provincie Zuid-Holland. Het gebied van 36 hectare ligt in de Aalkeetbinnenpolder tussen de Maassluisedijk en de spoorlijn Rotterdam - Hoek van Holland. Het wordt sinds 2003 beheerd door Natuurmonumenten. Er loopt een wandelpad over oude kades. 
De Rietputten is een voormalig baggerdepot waarop zich eind jaren negentig natte rietnatuur heeft ontwikkeld. Door de combinatie van jong en oud riet is het een belangrijk gebied geworden voor allerlei soorten vogels. De roerdomp komt bijvoorbeeld op het oude riet af en er broeden een groot aantal baardmannetjes. In de Rietputten leeft een van de grootste kolonies van deze bedreigde zangvogel in West-Nederland. Blauwborst en bruine kiekendief worden er regelmatig waargenomen. Het gebied kent een relatief grote populatie van de zeldzame wilde kievitsbloem. 
Dat de Rietputten hebben kunnen ontstaan is een gevolg van een protestactie van de lokale bevolking in december 1992. Aangespoord door de Stichting Groeiend Verzet protesteerden bewoners tegen een puinstortplaats in het Lickebaertgebied door in een dag 17.000 boompjes te planten. Zo is het 'Volksbos' ontstaan. Toen er een aantal jaren later weer nieuwe plannen op tafel kwamen voor het gebied, sloegen de ANWB, vereniging Natuurmonumenten, veldbiologen van de KNVV Waterweg Noord en de lokale actiegroep de handen ineen. Er werd een Inrichtings- en beheersvisie Volksbos en Rietputten ontwikkeld. De Rietputten kwam in beheer bij Natuurmonumenten en het Volksbos bij Midden-Delfland. 
De komst van de autosnelweg A24 vormt een bedreiging voor het voortbestaan van de Rietputten, het Volksbos, het Oeverbos en de Aalkeet-Buitenpolder.